# Latte di canapa
Il latte di canapa, detto anche bevanda di canapa o bevanda di semi di canapa, è una bevanda alimentare vegetale a base di semi di canapa impregnati e macinati in acqua, talvolta con l'aggiunta di zuccheri. In Occidente viene usato come sostituto del latte vaccino in alcune diete come quella vegana, quella per intolleranti alle proteine del latte vaccino, al lattosio e altre diete.
In seguito ad una sentenza della Corte europea e al Regolamento UE 1308/2013, il nome "latte di canapa" non può essere commercializzato nel territorio della Comunità europea e si deve ricorrere a sinonimi come "bevanda di canapa".

## Proprietà e considerazioni mediche
Il latte di canapa è ricco di acidi grassi essenziali omega 3 ed omega 6; ha inoltre un contenuto di grassi più alto rispetto ad altri tipi di latte vegetale, come il latte di soia o di riso. Si stima che un bicchiere di latte di canapa possa contenere almeno 4 grammi di proteine, 1 grammo di fibra e circa il 7% della razione di ferro giornaliera raccomandata.

## Aspetti legali
Il 14 giugno 2017 la Corte europea si è pronunciata riguardo all'uso del termine "latte" riguardo alla commercializzazione di derivati vegetali affermando che tale uso possa indurre in confusione il consumatore e che il termine "latte" (così come altri termini come "siero di latte", "crema di latte", "burro", "latticello" "formaggio" e "yogurt") non può essere usato per indicare prodotti di origine vegetale. In seguito alla sentenza i produttori e commercianti di latte di canapa nel territorio della Comunità europea dovranno utilizzare diciture come "bevanda vegetale a base di canapa". La sentenza fa riferimento all'allegato VII del Regolamento UE 1308/2013, relativo alla protezione della denominazione latte e dei prodotti lattiero-caseari all'atto della loro commercializzazione.